# Джангалинский уезд
Джангалинский уезд — административно-территориальная единица Букеевской губернии Киргизской АССР, существовавшая в 1922—1925 годах.
Джангалинский уезд с центром в с. Новая Казанка был образован 6 мая 1922 года на территории упразднённых Камыш-Самарского и Нарынского уездов. Первоначально в уезде было 13 кочевых волостей:
- Баржаптерская
- Бекетаевская
- Бурлинская
- Джаркинская
- Когадская
- Кок-Чокинская
- Кошкарская
- Самарская
- Саргульская
- Сары-Узенская
- Толубайская
- Уялинская
- Чендинская

6 апреля 1923 года число волостей было сокращено и их стало 7:
- Ахмедовская. Центр — урочище Боран-Чагиль
- Бекетаевская. Центр — урочище Камыс-Дала
- Камыш-Самарская. Центр — урочище Боланай
- Мендыхановская. Центр — урочище Ашшисай
- Нарынская. Центр — урочище Толбай-Аяги
- Турдыкуловская. Центр — урочище Хожабек-Сары
- Чулановская. Центр — урочище Мамбет. Перечислена из Денгизского уезда

13 марта 1924 года из Джамбейтинского уезда Уральской губернии в Джангалинский уезд были перечислены Глиненская (центр — п. Глиненский) и Кармановская (центр — п. Кармановский) волости. Вскоре Кармановская волость была присоединена к Глиненской, центр которой был перенесён в п. Красный.
18 мая 1925 года Джангалинский уезд был упразднён. Его территория отошла к Букеевскому уезду Уральской губернии.